# لکس پلاتیا پاپیریا
لکس پلاتیا پاپیریا (انگلیسی: Lex Plautia Papiria) یک همه‌پرسی رومی بود که در بحبوحه جنگ اجتماعی (۹۱-۸۷ پ.م.) در ۸۹ پ.م. توسط تریبون، ام. پلاتیوس سیلوانوس و سی. پاپیروس کاربو پیشنهاد شد. این قانون تابعیت رومی را به جوامع ایتالیایی اعطا کرد که قبلاً در طول این جنگ علیه روم شورش کرده بودند.

## پس زمینه
جنگ اجتماعی که بین سال‌های ۹۱ تا ۸۸ قبل از میلاد درگرفت، شورشی بود که توسط برخی از مردمان ایتالی سوچی (ایتالیا) (متفقین) علیه روم به دلیل امتناع روم از اعطای تابعیت رومی ایجاد شد. با این حال، این امتیاز برای تلاش برای متوقف کردن شورش ضروری شد. «قانون پاپیروس پلاتیا» اولین قانونی نبود که تابعیت روم را در طول جنگ اجتماعی گسترش داد. در سال ۹۰ قبل از میلاد، قوانین ژولیا به فرماندهان این قدرت را داد که به سربازان دارای تابعیت رومی پاداش دهند. در همان سال، «قوانین ژولیا» به جوامع ایتالیایی که در شورش علیه روم شرکت نکرده بودند، شهروندی اعطا کرد تا از پیوستن آنها به جنگ جلوگیری کند. این قانون بیان کرد که جوامعی که به تازگی شهروندی اعطا شده‌اند باید در قبایل جدید برای رای دادن در مجلس قبیله‌ای ثبت نام کنند. در سال ۸۹ قبل از میلاد، «قانون پاپیروس پلاتیا» از دستورالعمل‌هایی پیروی کرد که در «قانون ژولیا» برای اضافه کردن قبایل جدید به مجلس قبیله‌ای برای جوامع جدید که تابعیت آنها نیز اعطا شده بود، پیروی کرد. در همان سال، قانون پمپئی در مورد ترانسپادانی، حقوق لاتین را به جوامع در ترانسپادانی، منطقه شمال رودخانه پو (رود) به عنوان پاداشی برای جانبداری از روم در طول دوران جنگ اعطا کرد.